# 尾上車山古墳
尾上車山古墳（おのうえくるまやまこふん）は、岡山県岡山市北区尾上にある古墳。形状は前方後円墳。国の史跡に指定されている。別名を「ぎりぎり山古墳（ギリギリ山古墳）」とも。

## 概要
岡山市街地から西方、独立丘陵「吉備の中山」の南東端に築造された大型前方後円墳である。墳形は前方部が開かない「柄鏡式」の前方後円形で（別説にわずかに開く「バチ形」）、前方部を東方に向ける。墳丘は後円部で3段築成、前方部で2段または3段築成。墳丘外表では葺石・埴輪が検出されているほか、墳丘北側では一辺約20メートルの造出の存在が推測される。埋葬施設は未調査のため明らかでないが、後円部中央において墳丘主軸に直交する竪穴式石室の存在が推定される。
この尾上車山古墳は、墳形・出土埴輪から古墳時代前期前半の4世紀後半頃（または4世紀中葉頃）の築造と推定され、同じく吉備の中山に位置する中山茶臼山古墳（大吉備津彦命墓）に続く大首長墓とされる。古墳南側に広がる水田地帯はかつては海であり、この「臨海型」の尾上車山古墳が築造された背景には海上交通との関連が推測される。また、吉備地方の前期古墳としては浦間茶臼山古墳（岡山市東区浦間）と並び代表的な古墳であり、古代吉備の海路拠点を考察するうえでも重要視される古墳になる。
古墳域は1972年（昭和47年）に国の史跡に指定されている。

## 墳丘
墳丘の規模は次の通り。
- 墳丘長：138.5メートル

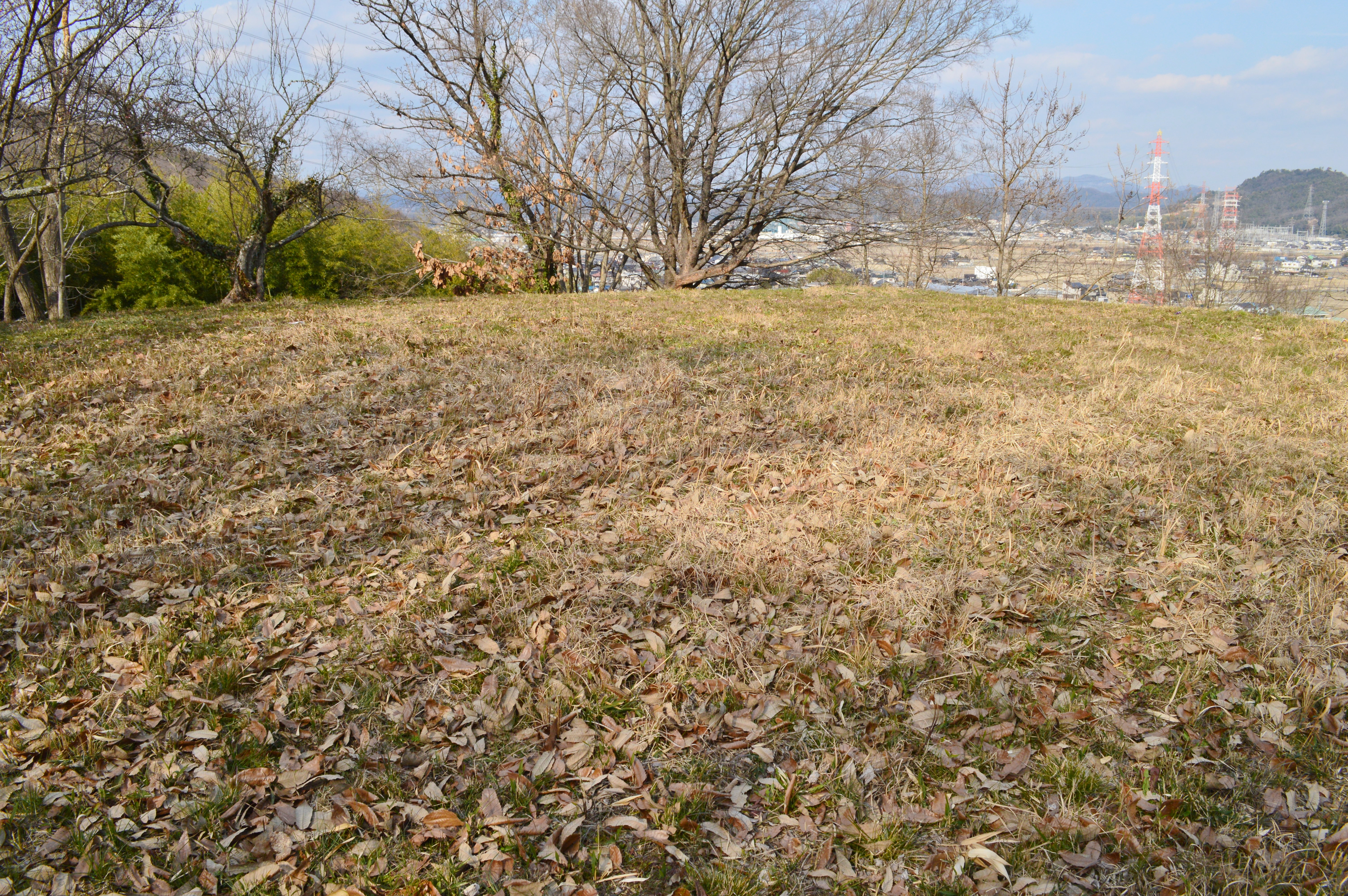
後円部 - 3段築成。
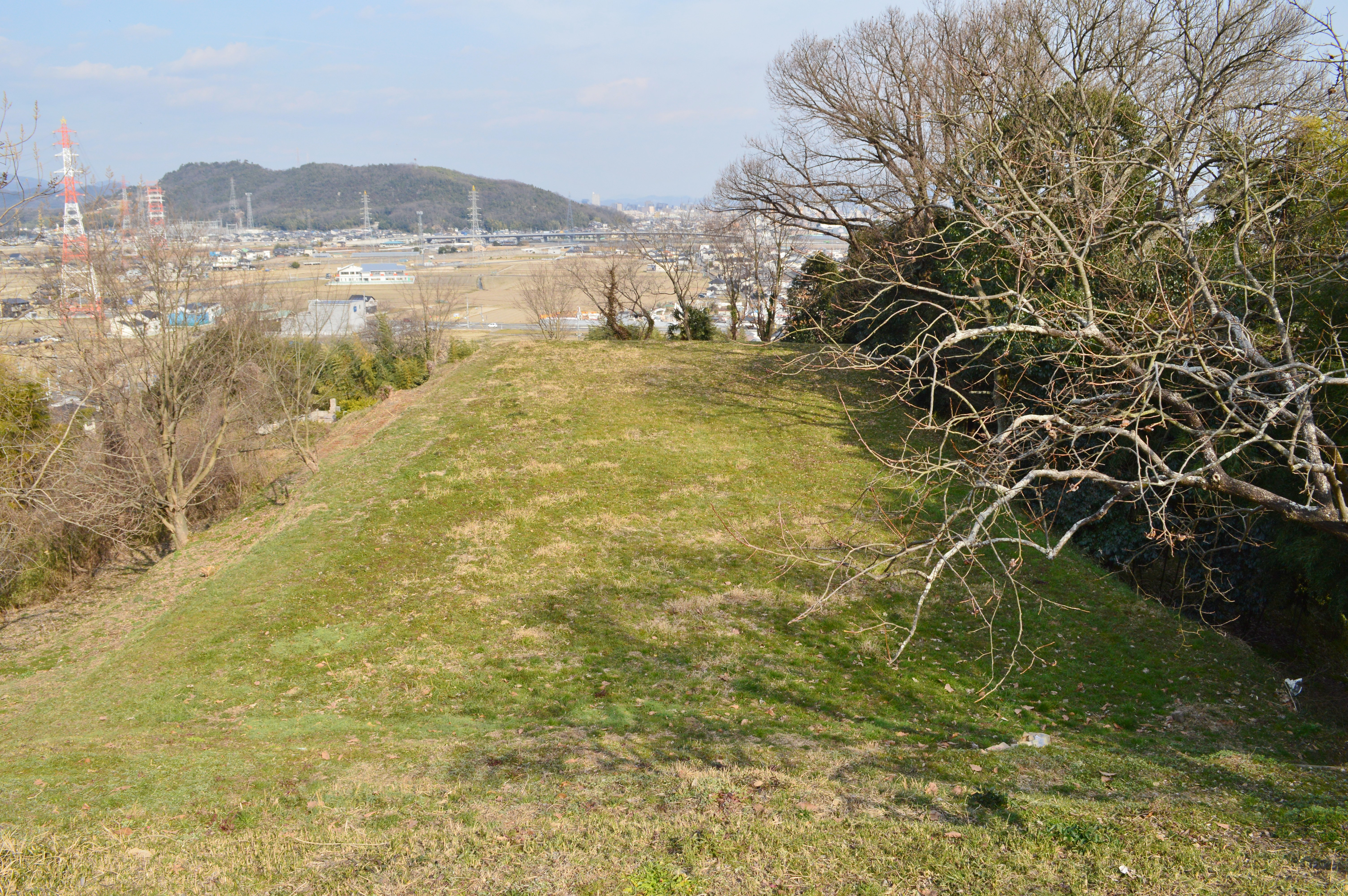
後円部から前方部を望む
  - 直径：96メートル
  - 高さ：約11メートル
- 前方部 - 2段または3段築成[3]。
  - 幅：52メートル
  - 高さ：9メートル

- 後円部墳頂
- 後円部から前方部を望む

## 文化財

### 国の史跡
- 尾上車山古墳 - 1972年（昭和47年）7月29日指定[6][2]。